# Cibuah
Cibuah is een bestuurslaag in het regentschap Lebak van de provincie Banten, Indonesië. Cibuah telt 4987 inwoners (volkstelling 2010).